# 卡拉韦拉斯
卡拉韦拉斯（葡萄牙語：Caravelas）是巴西巴伊亚州的一个市镇。总面积2361.278平方公里，总人口20366人，人口密度8.6人/平方公里。